# آنا کارنینا (فیلم ۱۹۴۸)
آنا کارنینا (انگلیسی: Anna Karenina) یک فیلم درام به کارگردانی ژولین دوویویه است که در سال ۱۹۴۸ منتشر شد.

## بازیگران
- ویوین لی
- رالف ریچاردسون
- مایکل گاف
- هلن هی
- جان لانگدن
- مری مارتلو
- مایکل مِدوین
- هدر تاچر
- آستین تِـرِور
- جینو چروی
- مری کریج
- کیرون مور
- مارتیتا هانت
- ترزه گیزه
- مَـکسین آدلی